# Mont Durand
Mont Durand är en bergstopp i Schweiz.   Den ligger i distriktet Visp och kantonen Valais, i den södra delen av landet, 100 km söder om huvudstaden Bern. Toppen på Mont Durand är 3 713 meter över havet, eller 169 meter över den omgivande terrängen. Bredden vid basen är 1,2 km.
Terrängen runt Mont Durand är huvudsakligen mycket bergig. Närmaste större samhälle är Zermatt, 7,7 km öster om Mont Durand. 
Trakten runt Mont Durand består i huvudsak av gräsmarker. Runt Mont Durand är det glesbefolkat, med 10 invånare per kvadratkilometer.